# Gertrudis de Altenberg

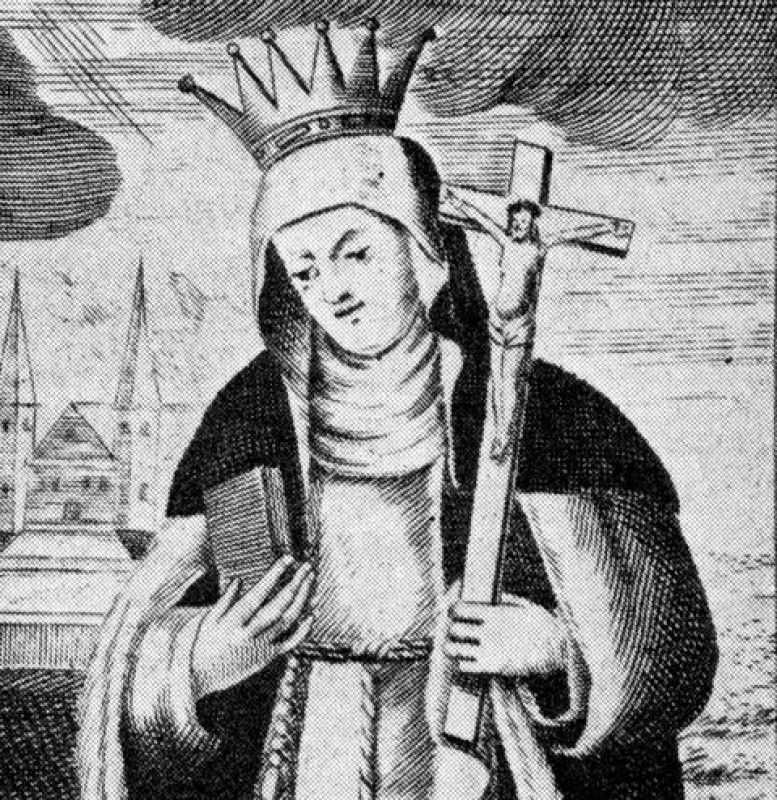
beata Gertrudis de Altenberg

Beata Gertrudis de Altenberg (Wartburg, 29 de septiembre de 1227 - Altenberg, 1300) fue hija de Santa Isabel de Hungría y de Luis IV de Turingia.

## Biografía
Gertrudis nació en 1227 a escasos días después de la muerte de su padre el landgrave Luis IV de Turingia y recibió el nombre de su abuela materna Gertrudis de Merania, la esposa del rey Andrés II de Hungría. Su madre Santa Isabel de Hungría le enseñó a rezar y a leer de pequeña, recibiendo así una profunda educación religiosa. Por conflictos familiares y sucesorios tras la muerte de Luis IV, los dos hermanos del fallecido monarca desplazaron a la viuda Santa Isabel y tomaron la custodia a la fuerza de su hijo varón. Santa Isabel pronto abandonó el palacio abrazando una vida de pobreza y humildad, enviando a Gertrudis aún de niña al convento de las monjas Premonstratenses junto a Wetzlar, en Altenberg. Gertrudis nunca más dejó el claustro, y a partir de 1248 se convirtió en abadesa de la comunidad con tan solo 21 años de edad. Gertrudis fue siempre una religiosa obediente y comprometida con su comunidad. Se esforzó por ayudar a los pobres igual que lo hizo su madre, y bajo su gobierno como abadesa (que duró 49 años en total) construyó una residencia para pobres y enfermos junto al convento, la cual condujo laboriosamente. Según su hermana mayor, tuvo una vida ascética, e inclusive también profetizó en varias ocasiones. Murió alrededor de 1300 a la edad de 73 años, la cual era sorprendentemente avanzada para su época. Su cuerpo reposa en el presbiterio de la Iglesia del Monasterio de Altenberg. 
El Papa Clemente VI permitió su veneración en 1311 beatificándola. Su orden celebra su día el 13 de agosto.